# 科罗贝尔
科罗贝尔（法語：Corrobert，法語發音：[kɔʁɔbɛʁ]）是法国马恩省的一个市镇，位于该省西南部，和塞纳-马恩省接壤，属于埃佩尔奈区。

## 地理
科罗贝尔（48°54'56"N, 3°36'17"E）面积14.26 平方千米，位于法国大東部大區马恩省，该省份为法国东北部内陆省份，北起阿登省，西北接埃纳省，西南接塞纳-马恩省，南至奥布省，东南接上马恩省，东临默兹省。
与科罗贝尔接壤的市镇（或旧市镇、城区）包括：帕尔尼拉迪斯、让维利耶、马尔尼、蒙米拉伊、韦尔东、沃尚、布里地区迪斯和莫兰。

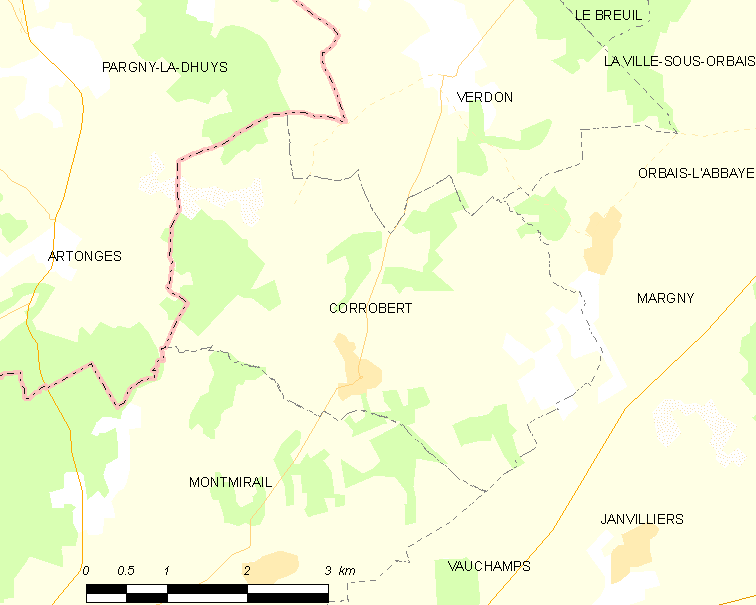
科罗贝尔的OSM定位图

科罗贝尔的时区为UTC+01:00、UTC+02:00（夏令时）。

## 行政
科罗贝尔的邮政编码为51210，INSEE市镇编码为51175。

## 政治
科罗贝尔所属的省级选区为塞扎讷-布里-香槟县。

## 人口

1962-2008年间科罗贝尔人口变化图示

科罗贝尔于2022年1月1日时的人口数量为208人。